# Redbridge metróállomás
A Redbridge a londoni metró egyik állomása a 4-es zónában, a Central line érinti.

## Története
Az állomást 1947. december 14-én adták át a Central line részeként.

## Forgalom
| Járat | Útvonal | Gyakoriság      |
| ----- | --- | --------------- |
|       | Hainault – Fairlop – Barkingside – Newbury Park – Gants Hill – Redbridge – Wanstead – Leytonstone – Leyton – Stratford – Mile End – Bethnal Green – Liverpool Street – Bank – St. Paul’s – Chancery Lane – Holborn – Tottenham Court Road – Oxford Circus – Bond Street – Marble Arch – Lancaster Gate – Queensway – Notting Hill Gate – Holland Park – Shepherd’s Bush – White City – East Acton – North Acton – West Acton – Ealing Broadway | 5-10 percenként |

## Átszállási kapcsolatok
| Állomás   | Átszállási kapcsolatok           |
| --------- | -------------------------------- |
| Redbridge | Helyi buszok (Redbridge Station) |

## Fordítás
- Ez a szócikk részben vagy egészben  a   Redbridge tube station című angol Wikipédia-szócikk fordításán alapul.  Az eredeti cikk szerkesztőit annak laptörténete sorolja fel. Ez a jelzés csupán a megfogalmazás eredetét és a szerzői jogokat jelzi, nem szolgál a cikkben szereplő információk forrásmegjelöléseként.